# Перин, Гуэррино
Гуэрри́но Пе́рин (итал. Guerrino Perin, 3 февраля 1944 год, Пьянига, Италия) — католический прелат, первый епископ Мбаики с 10 июня 1995 года. Член монашеской конгрегации миссионеров Святого Духа.

## Биография
После получения среднего образования поступил в монашескую конгрегацию миссионеров Святого Духа. 19 марта 1970 года был рукоположён в священники.
10 июня 1995 года Иоанн Павел II издал буллу «Ad efficacius», которой учредил епархию Мбаики, назначив Гуэррино Перина её первым епископом. 29 октября 1995 года состоялось его рукоположение в епископы, которое совершил архиепископ Банги Иоахим Н’Дайен в сослужении с титулярным архиепископом Меты и апостольским нунцием в Конго Диего Каузеро и епископом Бамбари Мишелем Мари Жозефом Мэтром.